# Црква Покрова Пресвете Богородице у Шековићима
Црква Покрова Пресвете Богородице у Шековићима, насељеном месту на територији општине Шековићи, припада Епархији зворничко–тузланској Српске православне цркве.

## Историјат
Црква Покрова Пресвете Богородице у Шековићима је димензија 12×6 метара. До 1987. године се Шековићка парохија звала Ловничка са седиштем пароха у манастиру Ловници. Преименована је у Шековићку парохију одлуком епископа зворничко-тузланског Василија Качавенде 1987. године и данас је чине насеља Каштијељ, Тупанари, Рашево, Брајинци, Победарје, Жељезник, Стрмица, Акмачићи, Жепинићи и Мајдан.
Градња цркве Покрова Пресвете Богородице је започета 1991. године, али због избијања ратних сукоба 1992. на цркви нису извођени радови све до краја рата, 1995. године. Темеље је освештао епископ зворничко-тузлански Василије Качавенда 15. октобра 1996. године, а новоизграђени храм 14. октобра 2000. Иконостас од храстовине у дуборезу је израдио Миле Василић из Шековића. Иконе на иконостасу је осликао Александар Васиљевић из Добоја, а цркву Живорад Илић из Лознице 2002—2003. године.